# Подборжански Рохозец
Подборжански Рохозец (чеш. Podbořanský Rohozec) је насељено мјесто са административним статусом сеоске општине (чеш. obec) у округу Лоуни, у Устечком крају, Чешка Република.

## Становништво
Према подацима о броју становника из 2014. године насеље је имало 124 становника.